# 區正
區正（1442年—？），字本中，廣東廣州府番禺縣人，明朝政治人物。進士出身。

## 生平
廣東鄉試第三名。成化二年（1466年）丙戌科會試第一百九十五名，殿試登進士第三甲第二百四十四名。

## 家族
曾祖區伯寬，曾任教諭。祖父區源通。父亲區璵。